# Cosby & Co.
Cosby & Co. (originaltitel: The Cosby Show) var en amerikansk komedie familie tv-serie med Bill Cosby som hovedperson.

## Persongalleri
- Bill Cosby .... familiefaderen Heathcliff "Cliff" Huxtable
- Phylicia Rashād .... hans kone Clair Olivia Hanks Huxtable
- Lisa Bonet .... Denise Huxtable Kendall (Sæson 1-3 og sæson 6-7, sporadisk i sæson 4-5)
- Malcolm-Jamal Warner .... Theodore Aloysius "Theo" Huxtable
- Tempestt Bledsoe .... Vanessa Huxtable
- Keshia Knight Pulliam .... Rudith Lillian "Rudy" Huxtable
- Sabrina Le Beauf .... Sondra Huxtable Tibideaux (Sæson 2-8, sporadisk i sæson 1)
- Geoffrey Owens .... Elvin Tibideaux (Sæson 4-8, sporadisk i sæson 1-3)
- Joseph C. Phillips .... Martin Kendall (Sæson 6-7, sporadisk i sæson 8)
- Raven-Symoné .... Olivia Kendall (Sæson 6-8)
- Erika Alexander .... Pamela "Pam" Tucker (Sæson 7-8)

## Historie
Serien blev første gang sendt den 20. september 1984 på NBC og sluttede den 30. april 1992. TV-serien havde konkurrence fra TV-serien The Simpsons.
Serien førte til spin-off-serien A Different World, der havde college-studerende som fokus.